# Neasa Ní Chianáin
Neasa Ní Chianáin (1975) és una documentalista irlandesa, més coneguda per la seva pel·lícula de 2007 Fairytale of Kathmandu.

## Biografia
Ní Chianáin va estudiar al National College of Art and Design de Dublín. Va treballar com a directora d'art independent en diversos projectes de cinema i televisió irlandesos, com ara All Soul's Day, Angela's Ashes i A Love Divided, i també a la sèrie de televisió de la BBC Rebel Heart.
El seu primer documental va ser No Man's Land (2001), sobre el procés d'asil a Irlanda. Les seves produccions més recents han inclòs Frank Ned & Busy Lizzie (2004), Fairytale of Kathmandu (2007), The Stranger  (2014) i School Life (2016). In Loco Parentis/School Life es va estrenar al IDFA 2016, i després va ser convidat al Sundance Film Festival 2017, i a altres festivals internacionals de cinema, a diversos dels quals ha guanyat premis. Fairytale of Kathmandu també es va estrenar al IDFA 2007, i va ser convidat a més de 30 festivals internacionals de cinema.
Des de 2006, Neasa és codirector del Festival Internacional de Cinema Documental Guth Gafa, Gortahork, Comtat de Donegal.
És mare de dos fills i viu amb la seva parella David Rane.

## Filmografia seleccionada
- No Man's Land (2001)
- Gods, Faeries & Misty Mountains (2003)
- Brian Ag Bru (2004)
- Frank Ned & Busy Lizzie (2004)
- Little Soldiers of Irish (2005)
- The Poet, the Shopkeeper and Babu (2005)
- Fairytale of Kathmandu (2007)
- Ri Na Gcnoc (2007)
- Dorn Lan Duil (2008)
- The Stranger (2014)
- School Life (2016)

## Premis
| Any  | Treball                 | Esdeveniment                                               | Nominació                                    | Resultat       | Referències |
| ---- | ----------------------- | ---------------------------------------------------------- | -------------------------------------------- | -------------- | ----------- |
| 2004 | Frank Ned & Busy Lizzie | Celtic Media Festival                                      | Bronze Torc Award                            | Guanyador      | [ 5 ]       |
| 2008 | Fairytale of Kathmandu  | Festival Internacional de Cinema Gai i Lèsbic de Barcelona | Premi Doc-LBTIB                              | Guanyador      | [ 6 ]       |
| 2008 | Fairytale of Kathmandu  | Documenta Madrid                                           | Millor documental                            | Segon lloc     | [ 5 ]       |
| 2008 | Fairytale of Kathmandu  | Festival de Cinema d'Ourense                               | Millor Director (Premi del Jurat)            | Guanyador      | [ 5 ]       |
| 2009 | Fairytale of Kathmandu  | Irish Film and Television Awards                           | Irish Language Award                         | Premi Especial | [ 5 ]       |
| 2014 | The Stranger            | Festival Internacional de Cinema de Locarno                | Premi de la Setmana de la Carítica           | Nominat        | [ 5 ]       |
| 2016 | School Life             | Irish Film and Television Awards                           | Premi al millor documental                   | Nominat        | [ 5 ]       |
| 2016 | School Life             | Sundance Film Festival                                     | Gran Premi del Jurat al Documental mundial   | Nominat        | [ 5 ]       |
| 2016 | School Life             | Festival Internacional de Cinema de San Francisco          | Premi Especial del Jurat Golden Gate         | Guanyador      | [ 5 ]       |
| 2016 | School Life             | Visions du Réel                                            | Prix du Public Millor pel·lícula Grand Angle | Guanyador      | [ 5 ]       |